# Farrtjärnarna, Härjedalen
Farrtjärnarna är en sjö i Härjedalens kommun i Härjedalen och ingår i Ljusnans huvudavrinningsområde. Sjön har en area på 0,111 kvadratkilometer och ligger 843,4 meter över havet.

## Delavrinningsområde
Farrtjärnarna ingår i det delavrinningsområde (695463-131203) som SMHI kallar för Utloppet av Stor-Glän. Medelhöjden är 873 meter över havet och ytan är 18,33 kvadratkilometer. Räknas de 6 avrinningsområdena uppströms in blir den ackumulerade arean 62,07 kvadratkilometer. Tännån som avvattnar avrinningsområdet har biflödesordning 2, vilket innebär att vattnet flödar genom totalt 2 vattendrag innan det når havet efter 421 kilometer. Avrinningsområdet består mestadels av skog (54 procent) och kalfjäll (24 procent). Avrinningsområdet har 2,07 kvadratkilometer vattenytor vilket ger det en sjöprocent på 11,3 procent.